# Christopher Loria
Pour les articles homonymes, voir Loria.
Christopher Loria (né le 9 juillet 1960 à Newton dans le Massachusetts) est un astronaute américain, sélectionné dans le groupe d'astronautes 16 de la NASA. 
Diplômé de l'U.S. Naval Academy Preparatory School, il entre à l'Académie navale d'Annapolis dont il ressort diplômé en 1983. Il se forme ensuite à l'Institut technologique de Floride et obtient une maîtrise en administration publique de l'université d'Harvard.
Il a une expérience de 3 079 heures de vol sur 32 types d'appareils différents. Il a été pilote d'essais du X-31A en particulier. Il devait piloter le vol STS-113 mais a dû être remplacé à cause de problèmes de dos. Entre 2002 et 2003 il a été responsable des pilotes dans le cadre de l'Orbital Space Plane Program.